# ولاد عبد الله (مولاي عبد القادر)
ولاد عبد الله هو دُوَّار يقع بجماعة مولاي عبد القادر، إقليم سيدي قاسم، جهة الرباط سلا القنيطرة في المملكة المغربية. ينتمي الدوّار لمشيخة مولاي عبد القادر التي تضم 16 دوار. يقدر عدد سكانه بـ 177 نسمة حسب الإحصاء الرسمي للسكان والسكنى لسنة 2004.

## روابط خارجية
- البوابة الوطنية للجماعات الترابية
- المندوبية السامية للتخطيط